# Komunistim ivrim
Komunistim ivrim (hebrejsky: קומוניסטים עברים, doslova Hebrejští komunisté) je bývalá izraelská politická strana existující v roce 1949.

## Okolnosti vzniku a ideologie strany
Strana byla původně založena už v roce 1945, když se někteří členové odtrhli od Komunistické strany Palestiny. Samostatně pak existovala až do roku 1948, kdy se sloučila s dalšími komunistickými formacemi do jednotné Komunistické strany Izraele (Maki). Ta uspěla ve volbách do Knesetu roku 1949. Ještě během roku 1949 se ale od strany Maki odtrhl poslanec Eli'ezer Preminger, který pak 8. června 1949 založil vlastní politickou stranu nazvanou Komunistim ivrim podle strany existující v letech 1945–1948, jíž byl Preminger členem. Strana ovšem brzy zanikla, protože 15. srpna 1949 Preminger přešel do poslaneckého klubu levicové strany Mapam.